# ملکوه
ملکوه، روستایی از توابع بخش عقدا شهرستان اردکان در استان یزد ایران است.

## جمعیت
این روستا در دوازده کیلومتری شهر عقدا و در فاصله میان شهر عقدا و دهستان مزرعه نو در سمت چپ در کنار رشته کوه‌هایی نسبتا بلند در دامنه کوهی مشهور به کوه کلاغ قرار دارد و براساس سرشماری مرکز آمار ایران در سال ۱۳۸۵، جمعیت آن ۶۹ نفر (۳۰خانوار) بوده‌است. اهالی این بخش از ایران بیشتر با قدمتی چند صد ساله و با قدمتی طولانی ساکن همان حوالی بوده‌اند. قسمت مدوا که اکنون به علت خشک سالی دچار خرابی و تا حدود زیادی نابودی شده است بقایای خانه‌های ساکنان اصیل این بخش را حکایت می‌نماید. خانه‌های ساخته شده با سنگ‌های ریز و درشت. اکنون اهالی روستا بیشتر به شهر اردکان مهاجرت نموده با این حال روستا دارای منازلی تازه ساز است که در فاصله سالهای ۱۳۸۵ تا ۱۳۹۱ ساخته شده است. ایام تاسوعا و عاشورا و همچنین ایام شهادت فاطمه زهرا اوج حضور و گردهم آیی مردم روستا با روستاهای اطراف و برپایی مراسم‌های با شکوه و نذورات گسترده است. از این روستا مردانی بلندقامت در عرصه علم و تلاش علمی نیز تجلی یافته است.